# Музей фюрера

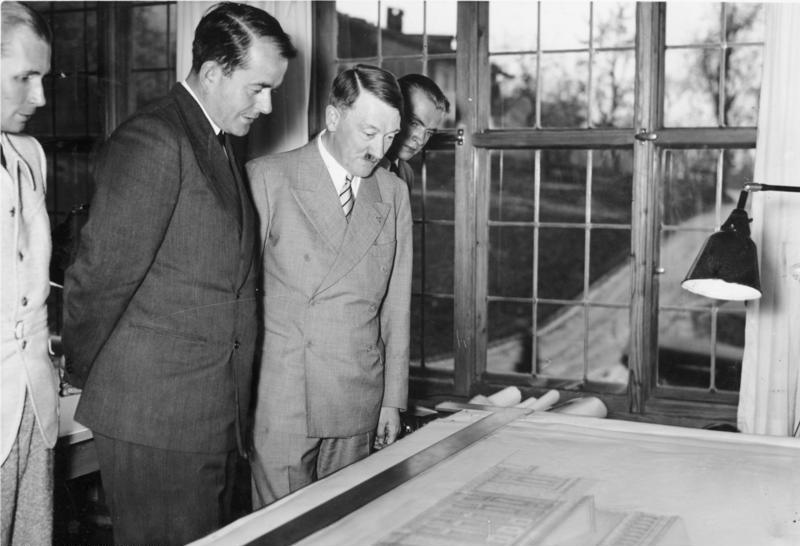
Адольф Гитлер и Альберт Шпеер в Бергхофе над проектом нового оперного театра в Линце. 1939

Музей фюрера (Фюрер-музей, нем. Führermuseum) — нереализованный проект Гитлера по созданию в городе фюрера Линце художественного музея в его честь на основе конфискованных и приобретённых Третьим рейхом произведений искусства.
Первым руководителем проекта в должности специального уполномоченного Гитлера стал в 1939 году директор Дрезденской картинной галереи Ганс Поссе. После его смерти в 1942 году работу над проектом создания Музея фюрера продолжил эксперт по живописи Герман Фосс. К работе над проектом привлекались также искусствоведы Готфрид Реймер, Роберт Эртель и Эрхард Гёпель. Большая часть произведений искусства для будущего музея была отобрана у их владельцев после аншлюса Австрии в 1938 году. По официальному распоряжению произведения искусства выкупались у евреев по цене, не превышающей 1000 марок, и зачастую принудительно.
На первой стадии проекта по распоряжению Гитлера предусматривалось выбрать из его личной коллекции экспонаты для музея в Линце, на второй стадии — расширить музейный фонд за счёт конфискованных произведений искусства, а затем систематически пополнять коллекцию за счёт приобретения предметов искусства в Европе. Основную практическую работу от имени Ганса Поссе вёл антиквар Карл Габершток. На момент смерти первого руководителя проекта Ганса Поссе в 1942 году для Музея фюрера уже было подобрано около 1200 произведений живописи, которые находились в различных хранилищах. Для Гитлера был подготовлен соответствующий четырёхтомный фотокаталог. Основу коллекции будущей картинной галереи в Линце по настоянию Гитлера составляли полотна немецких художников XIX века. С ужесточением бомбардировок Германии союзнической авиацией подобранные для Линца произведения живописи было решено укрыть в конечном итоге в соляной шахте в Альтаусзе. В мае 1945 года коллекция была конфискована американцами и перевезена в Мюнхен для последующего возврата владельцам.
Проект архитектурного комплекса для размещения музейной коллекции в Линце был подготовлен под руководством Альберта Шпеера. Предполагалось, что помимо самого Музея фюрера в него войдут театр, плац для проведения парадов, библиотека и отель.